# Puskás Ferenc Általános Iskola
A Puskás Ferenc Általános Iskola egy, Kispesten létesült és működő iskola.

## Az iskola elhelyezkedése
A Puskás Ferenc Általános Iskola Kispesten, közvetlen az Ady Endre út, és a Wekerletelep mellett helyezkedik el. Jól megközelíthető az 50-es, valamint a 42-es jelzésű villamossal.

## Története és működése
Az iskolát eredetileg Berzsenyi utcai Általános Iskola néven, 1979-ben alapították a Nemzetközi Gyermekév keretében. Az alapítás után néhány év múlva keresztelték át az iskolát először Berzsenyi Dániel Általános iskola névre, majd 2008-ban újabb névváltoztatásra került sor, mikor az intézmény a két éve elhunyt labdarúgó,  Puskás Ferenc nevét vette fel. Az átnevezéssel egy időben az iskola aulájában elhelyezték a Honvéd labdarúgójának mellszobrát, amit az átkeresztelés napján meg is koszorúztak.
Az iskola 2009-ben ünnepelte alapításának 30-ik évfordulóját, amit a rákövetkező évben ünnepeltek és megemlékezést tartottak, amin részt vettek az iskola előző igazgatói, tanárai. Az iskola a Puskás elnevezéssel együtt elhatározta, hogy az iskolában kiemelt szerepet szentelnek a sportfoglalkozásoknak, ma a labdarúgáson, kosárlabdán, úszáson, táncon kívül még számos más sportolási és egyéb szabadidős tevékenység lehetőségét biztosítják az intézmény falain belül,  emellett az iskolában működik logopédiai foglalkozás is. .
Az iskola könyvtára fejlettnek mondható. Fejlettségét mutatja, hogy több mint 33 ezres könyvtári egységből áll.
Az iskola Igazgatósága az 1990-es években létrehozta a Produkció Diákszervezetet, ami a tagok által befizetett pénzösszegből az iskolai, kerületi és egyéb versenyek helyezettjeit és az arra érdemeseket támogatja és jutalmazza.
Az iskolát támogatja az Egyszer élsz, hogyan élsz alapítvány.